# 氚
氚（符号：T或3H）。亦稱超重氫，是氫的同位素之一，元素符號為T或3H。它的原子核由一顆質子和兩顆中子所組成，具有放射性，會發生β衰變，放出電子變成氦-3，其半衰期為12.43年。由於氚的β衰變只會放出高速移動的電子，不會穿透人體，因此只有大量吸入氚才會對人體有害。

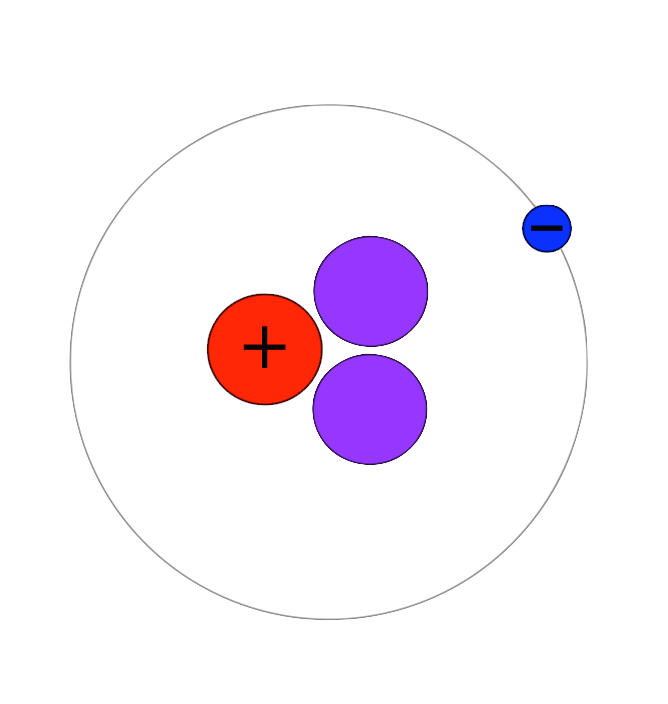
氢－3（氚）的原子结构，其中多余的一个中子使氚不稳定

其名稱Tritium源至希臘語：，羅馬化：trítos，意為「第三」。
氚是氫唯一的天然放射性同位素，在地球的自然界中，相比一般的氫氣，氚的含量極少。由於氚的半衰期只有12.43年，每過12.43年就要減少一半，所以地球誕生之初存在的氚早已衰變得無影無蹤了。如今自然界中的氚，是當宇宙射線所帶的高能量中子撞擊氘核，氘核與中子結合為氚核而形成，總量只有幾千克，所以工業和實驗用的氚絕大部分都是人工合成的。
氚与氘之用途類同，都是制造氢弹的原料。另外氚還可做為不需電源、有自發光能力，供暗處識別用的氚管。

## 历史
1934年，欧内斯特·卢瑟福、马克·奥利芬特和保罗·哈特克在用氘核（由一个质子和中子组成）轰击氘后，首次发现了氚。路易斯·阿尔瓦雷茨和罗伯特·科诺格在实验中成功分离了氚，并发现了氚的放射性。威拉得·利比发现到氚可用于水和葡萄酒的放射性定年法。

## 衰变
氚的半衰期有多个不同的测定值。美国国家标准与技术研究院的数据为4500±8天，即12.32±0.02年。氚通过β衰变变成氦-3：
{\displaystyle {\ce {^{3}_{1}H\to _{2}^{3}{He^{+}}+{e^{-}}+{\bar {\nu }}_{e}}}}
同时释放18.6 keV的能量。电子的动能变化平均为5.7 keV，剩余能量由几乎无法探测的电中微子带走。另外，产生的β粒子只能穿透约6.0毫米的空气，无法穿过人体皮肤的最外层。

## 生产

### 鋰
氚最常見的生產方式就是透過核子反應，對鋰-6進行中子活化。由鋰裂變可以在陶瓷中產生氚和氦，並發生釋放和擴散，稱為陶瓷滋生器。 在這種陶瓷滋生器中從鋰-6生產氚可以使用任何能量 (高速或低速) 的中子，並且是產生 4.8 MeV 的 放熱 反應。相比之下，氘氚聚變只釋放大約 17.6 MeV 的能量。 對於聚變能反應堆的應用，例如 国际热核聚变实验反应堆，由含鋰陶瓷組成的鵝卵石，包括 Li2TiO3 和 Li4SiO4，正在開發用於在氦冷卵石床（也稱為滋生器圍包）內進行氚繁殖。

| 6 3Li | + | n → 4 2He (2.05 MeV) + 3 1T (2.75 MeV) |
高能中子可以從鋰-7，經由吸热反应(淨熱量消耗)產生氚，消耗約2.466 MeV。這項過程在1954年的布拉弗城堡核試驗中，因產生超出預期的高能量而被發現。

| 7 3Li | + | n → 4 2He + 3 1T + n |

### 硼
具有高能中子放射性的硼-10偶爾會製造出氚:
| 10 5B | + | n → 2 4 2He + 3 1T |

在硼中子捕獲中更加常見的結果是7
Li
以及一顆Α粒子.

### 氘
在重水压水堆裏，每当氘核俘获中子时，会产生氚。该反应具有相当小的吸收截面，使重水成为良好的中子减速剂，并且产生的氚相对较少。即便如此，几年后从慢化剂中清除氚可能是可取的，以减少其逃逸到环境中的风险。安省电力公司的“氚去除设施”每年处理多达2,500公噸（2,500長噸；2,800短噸）的重水，并分离出约2.5（5.5磅）的氚，使其可用于其他用途。

### 裂變
氚是铀-235、钚-239、铀-233進行核分裂時罕見的產物，約 10,000 次分裂才會產生一個氚原子

在核反应堆的运行中，尤其是在核燃料后处理和乏核燃料的储存中，需要考虑氚的释放或回收。氚不是生产目标，而是副產品。它通常被一些核电站少量排放到大气中。
| 地点           | 核设施                 | 最近的水域 | 液体排放量 (TBq) | 蒸汽排放量 (TBq) | 总和 (TBq) | 年   |
| -------------- | ---------------------- | ---------- | ---------------- | ---------------- | ---------- | ---- |
| 英国           | 希舍姆核电站B          | 爱尔兰海   | 396              | 2.1              | 398        | 2019 |
| 英国           | 塞拉菲尔德后处理设施   | 爱尔兰海   | 423              | 56               | 479        | 2019 |
| 羅馬尼亞       | 切尔纳沃德核电站一号机 | 黑海       | 140              | 152              | 292        | 2018 |
| 法國           | 拉阿格处理场           | 英吉利海峡 | 11,400           | 60               | 11,460     | 2018 |
|                | 月城核电站和其它       | 日本海     | 211              | 154              | 365        | 2020 |
| 中華民國       | 第三核能發電廠         | 吕宋海峡   | 35               | 9.4              | 44         | 2015 |
| 中华人民共和国 | 福清核电站             | 台湾海峡   | 52               | 0.8              | 52         | 2020 |
| 中华人民共和国 | 三门核电站             | 东海       | 20               | 0.4              | 20         | 2020 |
| 加拿大         | 布鲁斯核电站A和B       | 五大湖     | 756              | 994              | 1,750      | 2018 |
| 加拿大         | 达灵顿核电站           | 五大湖     | 220              | 210              | 430        | 2018 |
| 加拿大         | 皮克灵核电站一到四号机 | 五大湖     | 140              | 300              | 440        | 2015 |
| 美国           | 魔鬼谷核电站一和二号机 | 太平洋     | 82               | 2.7              | 84         | 2019 |

#### 福島第一核电站
2016年6月，氚水任務小組提交了一份有關处理福島第一核電站含氚的核污染水的報告。

日本政府和東京電力公司宣佈在2023年8月24日起排放福島核電廠的放射性核废水，為期30年。由於核废水含有氚（每年液體排放量低於22TBq），此行為引發週邊海域的國家嚴重關切。

### 氦-3
氚的核分裂產物氦-3有著非常大的熱中子反應截面積 (5330 barns)反應會釋放出一顆質子，因此很快又會轉變回核反應堆裡的氚。
| 3 2He + n → 1 H + 3 1T |

### 宇宙射線
宇宙射线和大气发生作用，产生天然的氚。在自然产生的氚中，最重要的反应是快中子（能量大于 4.0 MeV）和大气中的氮的反应：
| 14 7N | + | n → 12 6C + 3 1T |

在世界范围内，来自天然来源的氚的产量为每年148拍它贝克勒尔。由天然来源产生的氚的全球平衡库存大致保持在2,590拍它贝克勒尔的浓度。这是由于固定的氚生产率和与库存成正比的衰变损失。

## 濃縮
蒸餾法、化學交換法、觸媒交換/低溫蒸餾法、電解法、熱擴散法。